# Kopań (rejon przemyślański)
Kopań (ukr. Копань) – wieś na Ukrainie w rejonie lwowskim (do 2020 roku w rejonie przemyślańskim) należącym do obwodu lwowskiego. 
W II Rzeczypospolitej wieś w powiecie przemyślańskim województwa tarnopolskiego. W latach 1944–1945 nacjonaliści ukraińscy z OUN-UPA zamordowali tutaj 50 Polaków.